# Idaea hypophautis
Idaea hypophautis là một loài bướm đêm trong họ Geometridae.